# 李時元
李時元（？—？），字伯生，直隸真定府趙州人，民籍，明朝政治人物。

## 生平
順天府鄉試第一百十二名舉人。正德六年（1511年）中式辛未科會試第三百十五名，登第三甲第六十五名進士。

## 家族
曾祖李福勝；祖父李順，贈評事；父李旻，母茅氏 （封孺人）；繼母陳氏。